# Ingeringsee
Ingeringsee är en sjö i Österrike.   Den ligger i förbundslandet Steiermark, i den östra delen av landet, 160 km sydväst om huvudstaden Wien. Ingeringsee ligger 1 919 meter över havet.
I omgivningarna runt Ingeringsee växer i huvudsak blandskog. Runt Ingeringsee är det ganska glesbefolkat, med 42 invånare per kvadratkilometer.